# St. Martin (Lobsing)

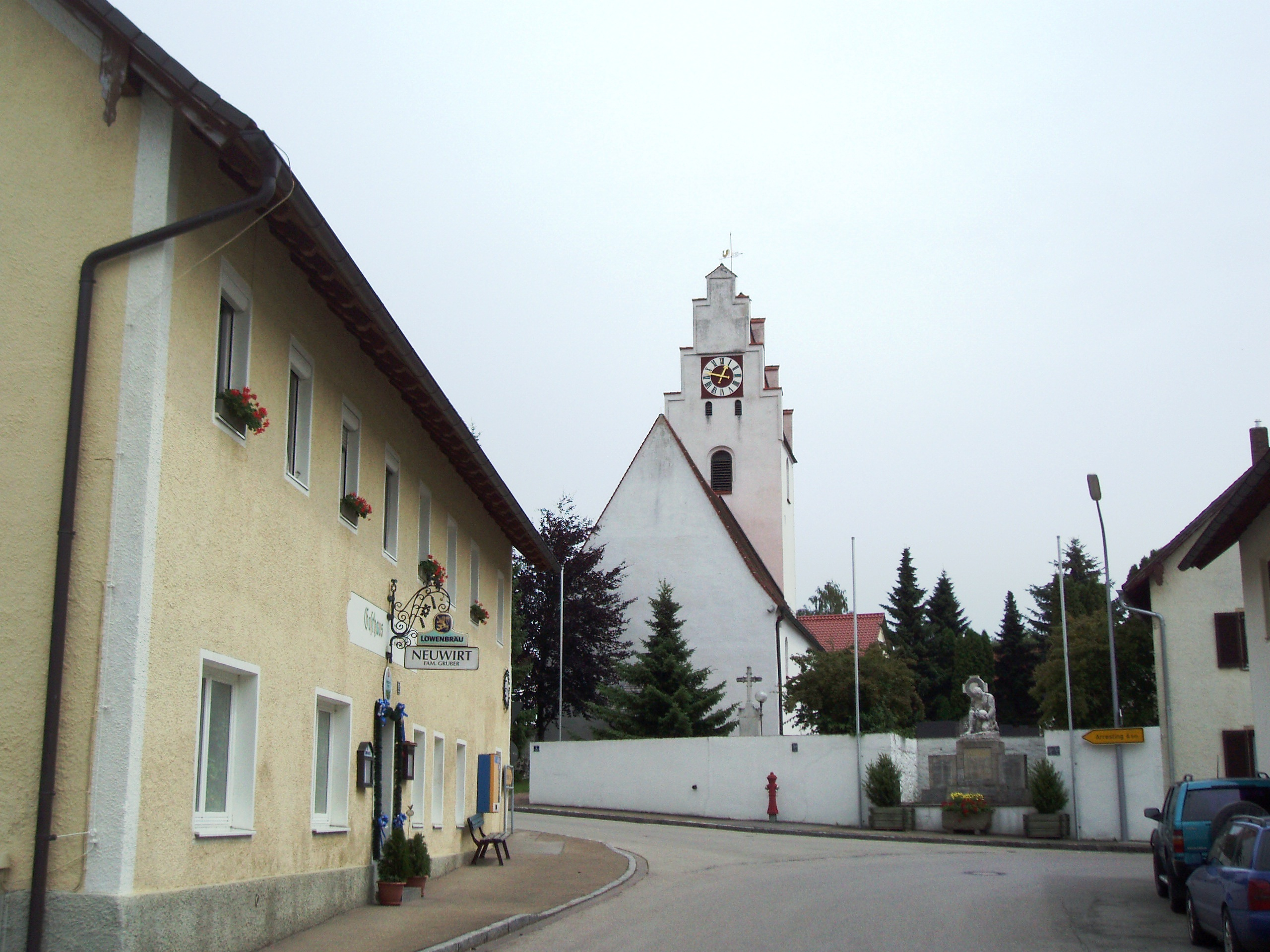
St. Martin in Lobsing

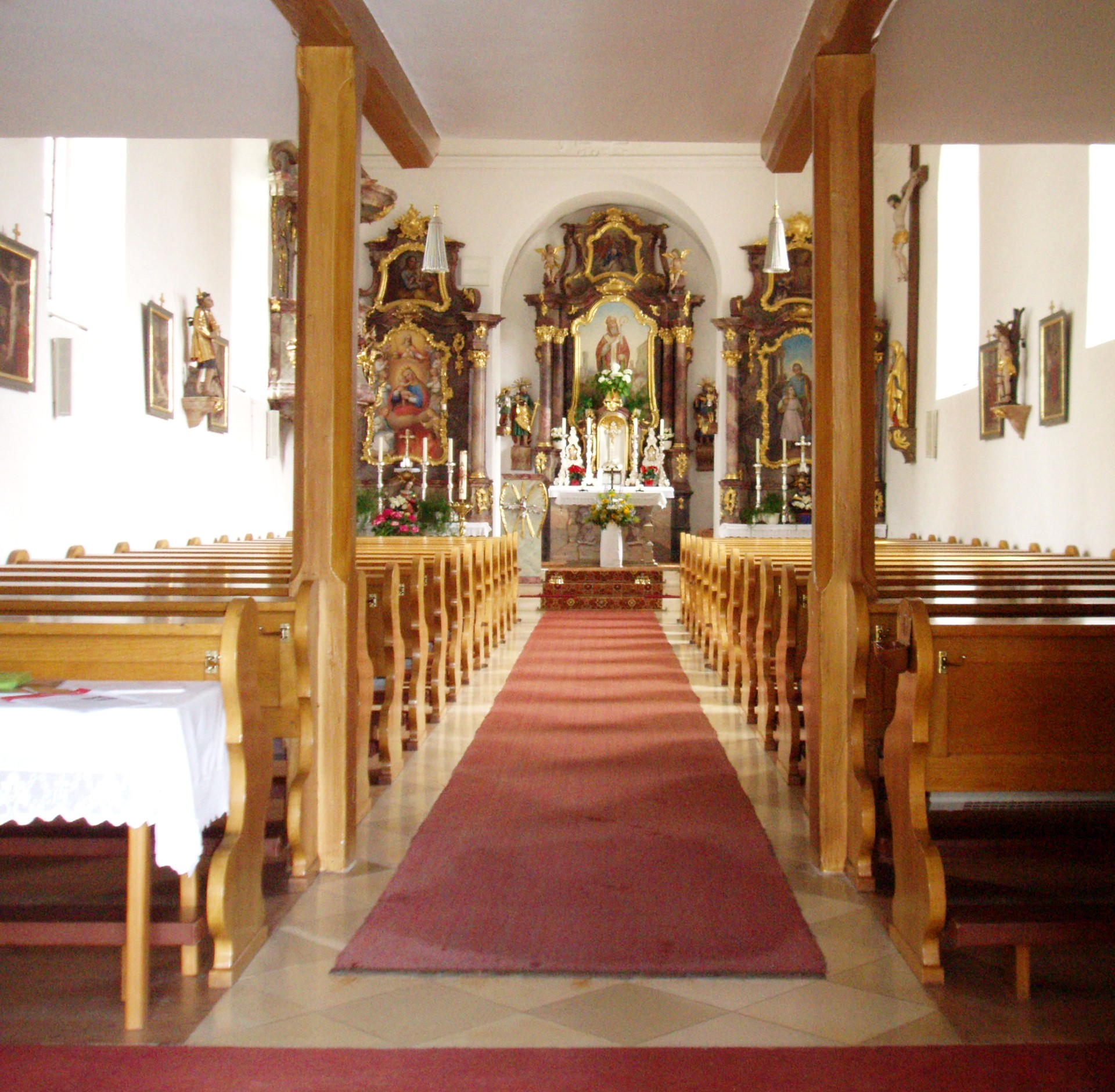
Rokokoausstattung der Kirche von Lobsing

Die Pfarrkirche St. Martin ist die katholische Dorfkirche der Gemeinde Lobsing in Oberbayern.

## Beschreibung
Sie wurde 1301 erstmals urkundlich erwähnt. Das heutige Kirchengebäude stammt aus dem beginnenden 18. Jahrhundert. Es wurde unter Benutzung des romanischen Ostturms, welcher damals einen Treppengiebel erhielt  neu erbaut und 1823 erweitert. Die Ausstattung, insbesondere der Altar und die Kanzel wurden im Stile des Rokokos ausgestaltet. Die reichhaltigen Stuckaturen entstanden in den Jahren 1720 bis 1730.
Die Kirche beherbergt ein Holzrelief der Hl. Anna selbdritt, welches aus dem 16. Jahrhundert stammt; ferner einen kleinen Bronzeleuchter aus dem 12. Jahrhundert.  Ein Epitaph von 1591 zeigt im Relief das Porträt des Vaters des damaligen Pfarrers und Ingolstädter Bürgers Paul Schmidt. An der äußeren Friedhofsmauer befindet sich ein Gefallenen-Ehrenmal.